# Panyptila
Genre
Le genre Panyptila comprend deux espèces de Martinets, endémiques de l'Amérique du Sud.

## Liste d'espèces
D'après la classification de référence (version 2.2, 2009) du Congrès ornithologique international (ordre phylogénique) :
- Panyptila sanctihieronymi – Martinet de San Geronimo
- Panyptila cayennensis – Martinet de Cayenne